# Flambeau (hrabstwo Price)
Flambeau – miasto w Stanach Zjednoczonych, w stanie Wisconsin, w hrabstwie Price.